# Baryton
För andra betydelser, se Baryton (olika betydelser).

Baritonens röstomfång med lägsta och högsta ton i notskrift (vänster) samt indikerat på ett piano i grönt (ovan).

Baryton är ett röstläge för män som klingar mellan tenor och bas, ungefär mellan stora g (G) och ettstrukna f (f1).
Barytonrösten kan ytterligare delas in i olika typer av röstfärger, speciellt då i musik som kräver skolade röster som opera, musikal och klassisk kyrkomusik.
Inom musikteatern (operan) delar man in barytonrösterna i olika röstkaraktärer beroende på sångarens personliga klangfärg, fysik och utstrålning.
- Baryton-martin (Orfeo, Pelléas) – efter den franske operasångaren Jean-Blaise Martin (1768–1837)[2]
- Lyrisk baryton (Papageno i Trollflöjten, Greven[3] i Figaros bröllop)
- Kavaljersbaryton (Don Juan i Don Juan, Eugen Onegin i Eugen Onegin)
- Karaktärsbaryton (Greve Ceprano, Rigoletto)
- Dramatisk baryton (Escamillo i Carmen, Rigoletto i Rigoletto)
- Heroisk baryton (Macbeth i Macbeth, Wotan i Nibelungens ring)

Kända svenska barytoner är exempelvis Ingvar Wixell, Loa Falkman, Peter Kajlinger, Erland Hagegård, Håkan Hagegård, Erik Sædén, Peter Mattei, Ola Eliasson och Karl-Magnus Fredriksson. Även Peter Rangmar, Olle Persson, Bengt Krantz, Fredrik Zetterström, Johan Edholm, Mikael Samuelson och Anders Larsson med flera tillhör röstfacket. Bland kyrkosångare märks bland andra Einar Ekberg, Göran Stenlund och Jan Sparring.